# Neutraubling
Neutraubling là một thị xã ở state of Bayern ở southern Đức, ở huyện Regensburg.